# オガッタ!?
『オガッタ!?』(OGATTA!?)は、仙台放送で毎週金曜 25:25 - 25:40で放送されていた成長系トリップバラエティ。

## 概要
若手俳優の３人がB級スポット巡りやクセのある人物（オガり人）に会いに行き、様々なことを学び成長していく旅形式のバラエティ番組である。
「おがる」とは北日本の方言で「成長する」という意味（出典：全国方言辞典　三省堂）。

## 出演
| 名前     | 愛称   | 生年月日               | 出身   | メンバーカラー |
| -------- | ------ | ---------------------- | ------ | -------------- |
| 寺山武志 | 寺やん | 1987年12月23日（37歳） | 愛知県 | ■赤            |
| 武子直輝 | なおき | 1993年3月28日（32歳）  | 東京都 | ■青            |
| 高野洸   | あきら | 1997年7月22日（27歳）  | 福岡県 | ■緑            |

## 放送リスト
| 話数 | 放送日         | 旅名                                                                  | サブタイトル                                               | ロケ地                           |
| ---- | -------------- | --------------------------------------------------------------------- | ---------------------------------------------------------- | -------------------------------- |
| 1    | 2017年10月13日 | オガりカルチャー学び旅編                                              | 第1話 ニューカルチャーの聖地でオガろう！                   | 静岡・伊東                       |
| 2    | 2017年10月20日 | オガりカルチャー学び旅編                                              | 第2話 まぼろし博覧会でオガろう！                           | 静岡・伊東                       |
| 3    | 2017年10月27日 | オガりカルチャー学び旅編                                              | 第3話 バーベキューでオガろう！                             | 静岡・伊東                       |
| 4    | 2017年11月3日  | オガりカルチャー学び旅編                                              | 第4話 かもめさんでオガろう！                               | 静岡・伊東                       |
| 5    | 2017年11月10日 | オガりカルチャー学び旅編                                              | 最終話 キャニオニングでオガろう！                          | 静岡・伊東                       |
| 6    | 2017年11月17日 | OGATTA WORLD TOUR編                                                   | 新企画始動！                                               | 東京                             |
| 7    | 2017年11月24日 | OGATTA WORLD TOUR編                                                   | ファーストクラスでオガろう！                               | 東京                             |
| 8    | 2017年12月1日  | OGATTA WORLD TOUR編                                                   | アフリカンミュージックでオガろう！                         | 東京                             |
| 9    | 2017年12月8日  | OGATTA WORLD TOUR編                                                   | バックパッカー宿に泊まろう！                               | 東京                             |
| 10   | 2017年12月15日 | OGATTA WORLD TOUR編                                                   | 世界最強の護身術でオガろう！                               | 東京                             |
| 11   | 2017年12月22日 | OGATTA WORLD TOUR編                                                   | ベリーダンスを踊ろう！                                     | 東京                             |
| 12   | 2018年1月5日   | ランボーオガりのアフガン編                                            | ランボー オガりのプロローグ                                | 群馬                             |
| 13   | 2018年1月12日  | ランボーオガりのアフガン編                                            | ランボー オガりの木の実拾い                                | 群馬                             |
| 14   | 2018年1月19日  | ランボーオガりのアフガン編                                            | ランボー 裏切りのモロミン                                  | 群馬                             |
| 15   | 2018年1月26日  | ランボーオガりのアフガン編                                            | ランボー オガりのビスケット                                | 群馬                             |
| 16   | 2018年2月2日   | ランボーオガりのアフガン編                                            | ランボー 滝に還る                                          | 群馬                             |
| 17   | 2018年2月9日   | オガ藩らーめん物語編                                                  | オガ藩らーめん物語～1杯目～                                | 茨城                             |
| 18   | 2018年2月16日  | オガ藩らーめん物語編                                                  | オガ藩らーめん物語～2杯目～                                | 茨城                             |
| 19   | 2018年2月23日  | オガ藩らーめん物語編                                                  | オガ藩らーめん物語～3杯目～                                | 茨城                             |
| 20   | 2018年3月2日   | オガ藩らーめん物語編                                                  | オガ藩らーめん物語～4杯目～                                | 茨城                             |
| 21   | 2018年3月9日   | オガ藩らーめん物語編                                                  | オガ藩らーめん物語～最終杯～                               | 茨城                             |
| 22   | 2018年3月16日  | みちのくオガり旅編                                                    | みちのくオガり旅～序章～                                   | 仙台・松島                       |
| 23   | 2018年3月23日  | みちのくオガり旅編                                                    | みちのくオガり旅～挨拶～                                   | 仙台・松島                       |
| 24   | 2018年3月30日  | みちのくオガり旅編                                                    | みちのくオガり旅～衝撃～                                   | 仙台・松島                       |
| 25   | 2018年4月6日   | みちのくオガり旅編                                                    | みちのくオガり旅～屈辱～                                   | 仙台・松島                       |
| 26   | 2018年4月13日  | みちのくオガり旅編                                                    | みちのくオガり旅～乾杯～                                   | 仙台・松島                       |
| 27   | 2018年4月20日  | みちのくオガり旅編                                                    | みちのくオガり旅～芭蕉～                                   | 仙台・松島                       |
| 28   | 2018年4月27日  | みちのくオガり旅編                                                    | みちのくオガり旅～伊達～                                   | 仙台・松島                       |
| 29   | 2018年5月4日   | みちのくオガり旅編                                                    | みちのくオガり旅～政宗～                                   | 仙台・松島                       |
| 30   | 2018年5月11日  | みちのくオガり旅編                                                    | みちのくオガり旅～響鳴～                                   | 仙台・松島                       |
| 31   | 2018年5月18日  | みちのくオガり旅編                                                    | みちのくオガり旅～乱舞～                                   | 仙台・松島                       |
| 32   | 2018年5月25日  | みちのくオガり旅編                                                    | みちのくオガり旅～終章～                                   | 仙台・松島                       |
| 33   | 2018年6月1日   | 東北･みやぎ復興マラソン 全力応援団編                                  | マラソン全力応援団結成！の巻                               | 東京                             |
| 34   | 2018年6月8日   | オガ人ぬ宝編                                                          | おが人ぬ宝～第1夜～                                        | 沖縄                             |
| 35   | 2018年6月15日  | オガ人ぬ宝編                                                          | おが人ぬ宝～第2夜～                                        | 沖縄                             |
| 36   | 2018年6月22日  | オガ人ぬ宝編                                                          | おが人ぬ宝～第3夜～                                        | 沖縄                             |
| 37   | 2018年6月29日  | オガ人ぬ宝編                                                          | おが人ぬ宝～第4夜～                                        | 沖縄                             |
| 38   | 2018年7月6日   | オガ人ぬ宝編                                                          | おが人ぬ宝～第5夜～                                        | 沖縄                             |
| 39   | 2018年7月13日  | オガ人ぬ宝編                                                          | おが人ぬ宝～第6夜～                                        | 沖縄                             |
| 40   | 2018年7月20日  | オガ人ぬ宝編                                                          | おが人ぬ宝～第7夜～                                        | 沖縄                             |
| 41   | 2018年7月27日  | オガ人ぬ宝編                                                          | おが人ぬ宝～第8夜～                                        | 沖縄                             |
| 42   | 2018年8月3日   | オガ人ぬ宝編                                                          | おが人ぬ宝～第9夜～                                        | 沖縄                             |
| 43   | 2018年8月10日  | オガ人ぬ宝編                                                          | おが人ぬ宝～最終夜～                                       | 沖縄                             |
| 44   | 2018年8月17日  | おがるタイ捜査線編                                                    | おがるタイ捜査線～FILE.1～                                 | タイ                             |
| 45   | 2018年8月24日  | おがるタイ捜査線編                                                    | おがるタイ捜査線～FILE.2～                                 | タイ                             |
| 46   | 2018年8月31日  | おがるタイ捜査線編                                                    | おがるタイ捜査線～FILE.3～                                 | タイ                             |
| 47   | 2018年9月7日   | おがるタイ捜査線編                                                    | おがるタイ捜査線～FILE.4～                                 | タイ                             |
| 48   | 2018年9月14日  | おがるタイ捜査線編                                                    | おがるタイ捜査線～FILE.5～                                 | タイ                             |
| 49   | 2018年9月21日  | 東北･みやぎ復興マラソン 全力応援団編                                  | 東北・みやぎ復興マラソン全力応援団・地獄の合宿～第一押忍～ | 東京                             |
| 50   | 2018年9月28日  | 東北･みやぎ復興マラソン 全力応援団編                                  | 東北・みやぎ復興マラソン全力応援団・地獄の合宿～第二押忍～ | 東京                             |
| 51   | 2018年10月5日  | 東北･みやぎ復興マラソン 全力応援団編                                  | 東北・みやぎ復興マラソン全力応援団・地獄の合宿～第三押忍～ | 東京                             |
| 52   | 2018年10月12日 | 東北･みやぎ復興マラソン 全力応援団編                                  | 東北・みやぎ復興マラソン全力応援団・地獄の合宿～最終押忍～ | 東京                             |
| 53   | 2018年10月19日 | テーマソングをレコーディングしよう編                                  | テーマソングをレコーディングしよう～前編～                 | 大阪                             |
| 54   | 2018年10月26日 | テーマソングをレコーディングしよう編                                  | テーマソングをレコーディングしよう～後編～                 | 大阪                             |
| 55   | 2018年11月2日  | おがるタイ捜査線編                                                    | おがるタイ捜査線～FILE.6～                                 | タイ                             |
| 56   | 2018年11月9日  | おがるタイ捜査線編                                                    | おがるタイ捜査線～FILE.7～                                 | タイ                             |
| 57   | 2018年11月16日 | おがるタイ捜査線編                                                    | おがるタイ捜査線～FILE.8～                                 | タイ                             |
| 58   | 2018年11月23日 | おがるタイ捜査線編                                                    | おがるタイ捜査線～FILE.9～                                 | タイ                             |
| 59   | 2018年11月30日 | おがるタイ捜査線編                                                    | おがるタイ捜査線～LAST FILE～                              | タイ                             |
| 60   | 2018年12月7日  | 東北･みやぎ復興マラソン 全力応援団編                                  | 復興マラソン全力応援団・寺やん、宮城を走る～第一話～       | 宮城                             |
| 61   | 2018年12月14日 | 東北･みやぎ復興マラソン 全力応援団編                                  | 復興マラソン全力応援団・寺やん、宮城を走る～第二話～       | 宮城                             |
| 62   | 2018年12月21日 | 東北･みやぎ復興マラソン 全力応援団編                                  | 復興マラソン全力応援団・寺やん、宮城を走る～第三話～       | 宮城                             |
| 63   | 2018年12月28日 | 東北･みやぎ復興マラソン 全力応援団編                                  | 復興マラソン全力応援団・寺やん、宮城を走る～最終話～       | 宮城                             |
| 64   | 2019年1月11日  | おがるのトびら編                                                      | おがるのトびら～第１笑                                     | 大阪・京都                       |
| 65   | 2019年1月18日  | おがるのトびら編                                                      | おがるのトびら～第２笑                                     | 大阪・京都                       |
| 66   | 2019年1月25日  | おがるのトびら編                                                      | おがるのトびら～第３笑                                     | 大阪・京都                       |
| 67   | 2019年2月1日   | おがるのトびら編                                                      | おがるのトびら～第４笑                                     | 大阪・京都                       |
| 68   | 2019年2月8日   | おがるのトびら編                                                      | おがるのトびら～第５笑                                     | 大阪・京都                       |
| 69   | 2019年2月15日  | おがるのトびら編                                                      | おがるのトびら～第６笑                                     | 大阪・京都                       |
| 70   | 2019年2月22日  | おがるのトびら編                                                      | おがるのトびら～第７笑                                     | 大阪・京都                       |
| 71   | 2019年3月1日   | おがるのトびら編                                                      | おがるのトびら～第８笑                                     | 大阪・京都                       |
| 72   | 2019年3月8日   | おがるのトびら編                                                      | おがるのトびら～第９笑                                     | 大阪・京都                       |
| 73   | 2019年3月15日  | おがるのトびら編                                                      | おがるのトびら～最終笑                                     | 大阪・京都                       |
| 74   | 2019年3月22日  | めくるめく久留米編                                                    | めくるめく久留米～第１話                                   | 福岡                             |
| 75   | 2019年3月29日  | めくるめく久留米編                                                    | めくるめく久留米～第２話                                   | 福岡                             |
| 76   | 2019年4月5日   | めくるめく久留米編                                                    | めくるめく久留米～第３話                                   | 福岡                             |
| 77   | 2019年4月12日  | めくるめく久留米編                                                    | めくるめく久留米～第４話                                   | 福岡                             |
| 78   | 2019年4月19日  | めくるめく久留米編                                                    | めくるめく久留米～最終話                                   | 福岡                             |
| 79   | 2019年4月26日  | オガステ・仙台オ凱旋公演スペシャル！                                  | オガステ・仙台オ凱旋公演スペシャル！                       | 仙台                             |
| 80   | 2019年5月3日   | オガマダ見聞録編                                                      | オガマダ見聞録～第一録                                     | 佐賀                             |
| 81   | 2019年5月10日  | オガマダ見聞録編                                                      | オガマダ見聞録～第二録                                     | 佐賀                             |
| 82   | 2019年5月17日  | オガマダ見聞録編                                                      | オガマダ見聞録～第三録                                     | 佐賀                             |
| 83   | 2019年5月24日  | オガマダ見聞録編                                                      | オガマダ見聞録～第四録                                     | 福岡                             |
| 84   | 2019年5月24日  | オガマダ見聞録編                                                      | オガマダ見聞録～第五録                                     | 福岡                             |
| 85   | 2019年6月7日   | オガマダ見聞録編                                                      | オガマダ見聞録～最終録                                     | 福岡                             |
| 86   | 2019年6月14日  | オガッタミステリーツアー～大地の力編～                                | 第1話                                                      | 栃木                             |
| 87   | 2019年6月21日  | オガッタミステリーツアー～大地の力編～                                | 第2話                                                      | 栃木                             |
| 88   | 2019年6月28日  | オガッタミステリーツアー～大地の力編～                                | 第3話                                                      | 栃木                             |
| 89   | 2019年7月5日   | オガッタミステリーツアー～大地の力編～                                | 第4話                                                      | 栃木                             |
| 90   | 2019年7月12日  | オガッタミステリーツアー～大地の力編～                                | 第5話                                                      | 栃木                             |
| 91   | 2019年7月19日  | オガッタミステリーツアー～宇宙の力編～                                | 第6話                                                      | 福島                             |
| 92   | 2019年7月26日  | オガッタミステリーツアー～宇宙の力編～                                | 第7話                                                      | 福島                             |
| 93   | 2019年8月2日   | オガッタミステリーツアー～宇宙の力編～                                | 最終話                                                     | 福島                             |
| 94   | 2019年8月9日   | 認知度チャレンジ！みちのくオガラリー                                  | 第1話                                                      | 東北5県-宮城.山形.秋田.岩手.青森 |
| 95   | 2019年8月16日  | 認知度チャレンジ！みちのくオガラリー                                  | 第2話                                                      | 東北5県-宮城.山形.秋田.岩手.青森 |
| 96   | 2019年8月23日  | 認知度チャレンジ！みちのくオガラリー                                  | 第3話                                                      | 東北5県-宮城.山形.秋田.岩手.青森 |
| 97   | 2019年8月30日  | 認知度チャレンジ！みちのくオガラリー                                  | 第4話                                                      | 東北5県-宮城.山形.秋田.岩手.青森 |
| 98   | 2019年9月6日   | 認知度チャレンジ！みちのくオガラリー                                  | 第5話                                                      | 東北5県-宮城.山形.秋田.岩手.青森 |
| 99   | 2019年9月13日  | 認知度チャレンジ！みちのくオガラリー                                  | 第6話                                                      | 東北5県-宮城.山形.秋田.岩手.青森 |
| 100  | 2019年9月20日  | 認知度チャレンジ！みちのくオガラリー                                  | 第7話                                                      | 東北5県-宮城.山形.秋田.岩手.青森 |
| 101  | 2019年9月27日  | 認知度チャレンジ！みちのくオガラリー                                  | 第8話                                                      | 東北5県-宮城.山形.秋田.岩手.青森 |
| 102  | 2019年10月4日  | 認知度チャレンジ！みちのくオガラリー                                  | 第9話                                                      | 東北5県-宮城.山形.秋田.岩手.青森 |
| 103  | 2019年10月11日 | 認知度チャレンジ！みちのくオガラリー                                  | 第10話                                                     | 東北5県-宮城.山形.秋田.岩手.青森 |
| 104  | 2019年10月18日 | 認知度チャレンジ！みちのくオガラリー                                  | 第11話                                                     | 東北5県-宮城.山形.秋田.岩手.青森 |
| 105  | 2019年10月25日 | 認知度チャレンジ！みちのくオガラリー                                  | 第12話                                                     | 東北5県-宮城.山形.秋田.岩手.青森 |
| 106  | 2019年11月1日  | 認知度チャレンジ！みちのくオガラリー                                  | 第13話                                                     | 東北5県-宮城.山形.秋田.岩手.青森 |
| 107  | 2019年11月8日  | 認知度チャレンジ！みちのくオガラリー                                  | 最終話                                                     | 東北5県-宮城.山形.秋田.岩手.青森 |
| 108  | 2019年11月15日 | オガドラマをつくろう！～秋保忍法帖編～                                | 第1話                                                      | 宮城                             |
| 109  | 2019年11月22日 | オガドラマをつくろう！～秋保忍法帖編～                                | 第2話                                                      | 宮城                             |
| 110  | 2019年11月25日 | オガドラマをつくろう！～秋保忍法帖編～                                | 第3話                                                      | 宮城                             |
| 111  | 2019年12月06日 | オガドラマをつくろう！～秋保忍法帖編～                                | 第4話                                                      | 宮城                             |
| 112  | 2019年12月13日 | オガドラマをつくろう！～秋保忍法帖編～                                | 第5話                                                      | 宮城                             |
| 113  | 2019年12月20日 | オガドラマをつくろう！～秋保忍法帖編～                                | 第6話                                                      | 宮城                             |
| 114  | 2020年1月10日  | オガドラマをつくろう！～七ヶ浜ボーイズ編～                            | 第7話                                                      | 宮城                             |
| 115  | 2020年1月17日  | オガドラマをつくろう！～七ヶ浜ボーイズ編～                            | 第8話                                                      | 宮城                             |
| 116  | 2020年1月24日  | オガドラマをつくろう！～七ヶ浜ボーイズ編～                            | 第9話                                                      | 宮城                             |
| 117  | 2020年1月31日  | オガドラマをつくろう！～七ヶ浜ボーイズ編～                            | 最終話                                                     | 宮城                             |
| 118  | 2020年2月7日   | 宮城のオガ、みいつけ旅～気仙沼編～                                    | 第1話                                                      | 宮城-気仙沼・南三陸・石巻        |
| 119  | 2020年2月14日  | 宮城のオガ、みいつけ旅～気仙沼編～                                    | 第2話                                                      | 宮城-気仙沼・南三陸・石巻        |
| 120  | 2020年2月21日  | 宮城のオガ、みいつけ旅～気仙沼編～                                    | 第3話                                                      | 宮城-気仙沼・南三陸・石巻        |
| 121  | 2020年2月28日  | 宮城のオガ、みいつけ旅～気仙沼編～                                    | 第4話                                                      | 宮城-気仙沼・南三陸・石巻        |
| 122  | 2020年3月6日   | 宮城のオガ、みいつけ旅～気仙沼編～                                    | 第5話                                                      | 宮城-気仙沼・南三陸・石巻        |
| 123  | 2020年3月13日  | 宮城のオガ、みいつけ旅～南三陸編～                                    | 第6話                                                      | 宮城-気仙沼・南三陸・石巻        |
| 124  | 2020年3月20日  | 宮城のオガ、みいつけ旅～南三陸編～                                    | 第7話                                                      | 宮城-気仙沼・南三陸・石巻        |
| 125  | 2020年3月27日  | 宮城のオガ、みいつけ旅～石巻編～                                      | 第8話                                                      | 宮城-気仙沼・南三陸・石巻        |
| 126  | 2020年4月3日   | 宮城のオガ、みいつけ旅～石巻編～                                      | 第9話                                                      | 宮城-気仙沼・南三陸・石巻        |
| 127  | 2020年4月10日  | 宮城のオガ、みいつけ旅～石巻編～                                      | 第10話                                                     | 宮城-気仙沼・南三陸・石巻        |
| 128  | 2020年4月17日  | 宮城のオガ、みいつけ旅～石巻編～                                      | 第11話                                                     | 宮城-気仙沼・南三陸・石巻        |
| 129  | 2020年4月24日  | 宮城のオガ、みいつけ旅～石巻編～                                      | 最終話                                                     | 宮城-気仙沼・南三陸・石巻        |
| 130  | 2020年5月1日   | オガるタイ捜査線seasonⅡ～YouTubeオガりタイ                            | 第1話                                                      | タイ                             |
| 131  | 2020年5月8日   | オガるタイ捜査線seasonⅡ～YouTubeオガりタイ                            | 第2話                                                      | タイ                             |
| 132  | 2020年5月15日  | オガるタイ捜査線seasonⅡ～YouTubeオガりタイ                            | 第3話                                                      | タイ                             |
| 133  | 2020年5月22日  | おうちオガッタ！？～オガメンに100の質問～                             | 第1話                                                      | ステイホーム                     |
| 134  | 2020年5月29日  | おうちオガッタ！？～オガメンに100の質問～                             | 第2話                                                      | ステイホーム                     |
| 135  | 2020年6月5日   | おうちオガッタ！？～オガメンクッキング～                              | 第3話                                                      | ステイホーム                     |
| 136  | 2020年6月12日  | おうちオガッタ！？～オガメンクッキング～                              | 第4話                                                      | ステイホーム                     |
| 137  | 2020年6月19日  | おうちオガッタ！？～オガメンに100の質問～                             | 第5話                                                      | ステイホーム                     |
| 138  | 2020年6月26日  | おうちオガッタ！？～オガメンに100の質問～                             | 最終話                                                     | ステイホーム                     |
| 139  | 2020年7月3日   | わたP音楽大学                                                         | 第1話                                                      | ステイホーム                     |
| 140  | 2020年7月10日  | わたP音楽大学                                                         | 第2話                                                      | ステイホーム                     |
| 141  | 2020年7月17日  | オガるタイ捜査線Ⅱ～YouTubeオガりタイ～                                | 第4話                                                      | タイ                             |
| 142  | 2020年7月24日  | オガるタイ捜査線Ⅱ～YouTubeオガりタイ～                                | 第5話                                                      | タイ                             |
| 143  | 2020年7月27日  | オガるタイ捜査線Ⅱ～ボーイ・パコーンに会いタイ～                       | 第6話                                                      | タイ                             |
| 144  | 2020年8月7日   | オガるタイ捜査線Ⅱ～ボーイ・パコーンに会いタイ～                       | 第7話                                                      | タイ                             |
| 145  | 2020年8月14日  | わたP音楽大学                                                         | 第3話                                                      | ステイホーム                     |
| 146  | 2020年8月21日  | わたP音楽大学                                                         | 第4話                                                      | 東京                             |
| 147  | 2020年8月28日  | わたP音楽大学                                                         | 第5話                                                      | 東京                             |
| 148  | 2020年9月4日   | わたP音楽大学                                                         | 第6話                                                      | 東京                             |
| 149  | 2020年9月11日  | わたP音楽大学                                                         | 第7話                                                      | 東京                             |
| 150  | 2020年9月18日  | わたP音楽大学                                                         | 第8話                                                      | 東京                             |
| 151  | 2020年9月25日  | オガるタイ捜査線Ⅱ～ボーイ・パコーンに会いタイ～                       | 第8話                                                      | タイ                             |
| 152  | 2020年10月2日  | オガるタイ捜査線Ⅱ～ボーイ・パコーンに会いタイ～                       | 第9話                                                      | タイ                             |
| 153  | 2020年10月9日  | オガるタイ捜査線Ⅱ～ボーイ・パコーンに会いタイ～                       | 第10話                                                     | タイ                             |
| 154  | 2020年10月16日 | オガるタイ捜査線Ⅱ～ボーイ・パコーンに会いタイ～                       | 最終話                                                     | タイ                             |
| 155  | 2020年10月23日 | わたP音楽大学                                                         | 第9話                                                      | 東京                             |
| 156  | 2020年10月30日 | わたP音楽大学                                                         | 最終話                                                     | 東京                             |
| 157  | 2020年11月06日 | 【なおきPresents企画】夏の物語                                        | 第1話                                                      | 東京                             |
| 158  | 2020年11月13日 | 【なおきPresents企画】夏の物語                                        | 第2話                                                      | 東京                             |
| 159  | 2020年11月20日 | 【なおきPresents企画】夏の物語                                        | 第3話                                                      | 宮城                             |
| 160  | 2020年11月27日 | 【なおきPresents企画】夏の物語                                        | 第4話                                                      | 宮城                             |
| 161  | 2020年12月04日 | 【なおきPresents企画】夏の物語                                        | 第5話                                                      | 宮城                             |
| 162  | 2020年12月11日 | 【なおきPresents企画】夏の物語                                        | 第6話                                                      | 宮城                             |
| 163  | 2020年12月18日 | 【なおきPresents企画】夏の物語                                        | 第7話                                                      | 東京                             |
| 164  | 2020年12月25日 | 【なおきPresents企画】夏の物語                                        | 第8話                                                      | 東京                             |
| 165  | 2021年1月15日  | 【なおきPresents企画】夏の物語                                        | 第9話                                                      | 東京                             |
| 166  | 2021年1月22日  | 【なおきPresents企画】夏の物語                                        | 第10話                                                     | 東京                             |
| 167  | 2021年1月29日  | 【なおきPresents企画】夏の物語                                        | 第11話                                                     | 東京                             |
| 168  | 2021年2月5日   | 【なおきPresents企画】夏の物語                                        | 第12話                                                     | 東京                             |
| 169  | 2021年2月12日  | 【なおきPresents企画】夏の物語                                        | 第13話                                                     | 東京                             |
| 170  | 2021年2月19日  | 【なおきPresents企画】夏の物語                                        | 最終話                                                     | 東京                             |
| 171  | 2021年2月26日  | 寺山武志が家族と乾杯～愛知編～                                        | 第1話                                                      | 愛知                             |
| 172  | 2021年3月5日   | 寺山武志が家族と乾杯～愛知編～                                        | 第2話                                                      | 愛知                             |
| 173  | 2021年3月12日  | 寺山武志が家族と乾杯～愛知編～                                        | 第3話                                                      | 愛知                             |
| 174  | 2021年3月19日  | 寺山武志が家族と乾杯～愛知編～                                        | 第4話                                                      | 愛知                             |
| 175  | 2021年3月26日  | 寺山武志が家族と乾杯～指輪編～                                        | 第5話                                                      | 栃木                             |
| 176  | 2021年4月2日   | 寺山武志が家族と乾杯～指輪編～                                        | 第6話                                                      | 栃木                             |
| 177  | 2021年4月9日   | 寺山武志が家族と乾杯～指輪編～                                        | 第7話                                                      | 東京                             |
| 178  | 2021年4月16日  | 寺山武志が家族と乾杯～指輪編～                                        | 最終話                                                     | 東京                             |
| 179  | 2021年4月23日  | 【あきらPresents企画】ヒルオガ！？～家族で行きたいレジャーの旅～      | 寺やんクセ強新米パパへの道 第1話                           | 宮城                             |
| 180  | 2021年4月30日  | 【あきらPresents企画】ヒルオガ！？～家族で行きたいレジャーの旅～      | 寺やんクセ強新米パパへの道 第2話                           | 宮城                             |
| 181  | 2021年5月7日   | 【あきらPresents企画】ヒルオガ！？～家族で行きたいレジャーの旅～      | 寺やんクセ強新米パパへの道 第3話                           | 宮城                             |
| 182  | 2021年5月14日  | 【あきらPresents企画】ヒルオガ！？～家族で行きたいレジャーの旅～      | 寺やんクセ強新米パパへの道 第4話                           | 宮城                             |
| 183  | 2021年5月21日  | 【あきらPresents企画】ヒルオガ！？～武子直輝の目力クッキング～        | 平野レミ食堂withなおき 第1話                               | 東京                             |
| 184  | 2021年5月28日  | 【あきらPresents企画】ヒルオガ！？～武子直輝の目力クッキング～        | 平野レミ食堂withなおき 第2話                               | 東京                             |
| 185  | 2021年6月4日   | 【あきらPresents企画】ヒルオガ！？～武子直輝の目力クッキング～        | 平野レミ食堂withなおき 第3話                               | 東京                             |
| 186  | 2021年6月11日  | 【あきらPresents企画】ヒルオガ！？～高野洸の鳴子温泉ぶらり旅～        | 高野洸の鳴子温泉ぶらり旅 第1話                             | 宮城.鳴子温泉                    |
| 187  | 2021年6月18日  | 【あきらPresents企画】ヒルオガ！？～高野洸の鳴子温泉ぶらり旅～        | 高野洸の鳴子温泉ぶらり旅 第2話                             | 宮城.鳴子温泉                    |
| 188  | 2021年6月25日  | 【あきらPresents企画】ヒルオガ！？～高野洸の鳴子温泉ぶらり旅～        | 高野洸の鳴子温泉ぶらり旅 第3話                             | 宮城.鳴子温泉                    |
| 189  | 2021年7月2日   | がんばれあきら！勝手に全力応援旅                                      | 第1話                                                      | 栃木                             |
| 190  | 2021年7月9日   | がんばれあきら！勝手に全力応援旅                                      | 第2話                                                      | 栃木                             |
| 191  | 2021年7月16日  | がんばれあきら！勝手に全力応援旅                                      | 第3話                                                      | 福島                             |
| 192  | 2021年7月23日  | がんばれあきら！勝手に全力応援旅                                      | 第4話                                                      | 福島                             |
| 193  | 2021年7月30日  | がんばれあきら！勝手に全力応援旅                                      | 第5話                                                      | 宮城.仙台                        |
| 194  | 2021年8月6日   | がんばれあきら！勝手に全力応援旅                                      | 第6話                                                      | 宮城.仙台                        |
| 195  | 2021年8月13日  | がんばれあきら！勝手に全力応援旅                                      | 第7話                                                      | 宮城.仙台                        |
| 196  | 2021年8月20日  | がんばれあきら！勝手に全力応援旅                                      | 第8話                                                      | 宮城.仙台                        |
| 197  | 2021年8月27日  | がんばれあきら！勝手に全力応援旅                                      | 第9話                                                      | 宮城.仙台                        |
| 198  | 2021年9月3日   | がんばれあきら！勝手に全力応援旅                                      | 第10話                                                     | 宮城.仙台                        |
| 199  | 2021年9月10日  | がんばれあきら！勝手に全力応援旅                                      | 第11話                                                     | 宮城.仙台                        |
| 200  | 2021年9月17日  | がんばれあきら！勝手に全力応援旅                                      | 第12話                                                     | 宮城.仙台                        |
| 201  | 2021年9月24日  | がんばれあきら！勝手に全力応援旅                                      | 第13話                                                     | 宮城.仙台                        |
| 202  | 2021年10月1日  | がんばれあきら！勝手に全力応援旅                                      | 第14話                                                     | 宮城.仙台                        |
| 203  | 2021年10月8日  | 【オガッタ流アウトドア】俺たちのキャンプ飯                            | 第1話                                                      | 宮城                             |
| 204  | 2021年10月15日 | 【オガッタ流アウトドア】俺たちのキャンプ飯                            | 第2話                                                      | 宮城                             |
| 205  | 2021年10月22日 | 【オガッタ流アウトドア】俺たちのキャンプ飯                            | 第3話                                                      | 宮城                             |
| 206  | 2021年10月26日 | 【オガッタ流アウトドア】俺たちのキャンプ飯                            | 第4話                                                      | 宮城                             |
| 207  | 2021年11月5日  | 【オガッタ流アウトドア】俺たちのキャンプ飯                            | 第5話                                                      | 宮城                             |
| 208  | 2021年11月12日 | 【オガッタ流アウトドア】俺たちのキャンプ飯                            | 番外編～オガメン、サバゲーをやってみる～第1話              | 宮城                             |
| 209  | 2021年11月19日 | 【オガッタ流アウトドア】俺たちのキャンプ飯                            | 番外編～オガメン、サバゲーをやってみる～第2話              | 宮城                             |
| 210  | 2021年11月26日 | 【オガッタ流アウトドア】俺たちのキャンプ飯                            | 番外編～オガメン、サバゲーをやってみる～第3話              | 宮城                             |
| 211  | 2021年12月3日  | 【オガッタ流アウトドア】俺たちのキャンプ飯                            | 第6話                                                      | 宮城                             |
| 212  | 2021年12月10日 | 【おしゃれロケ】オガッタ流！情報番組！？おがおがかしこ                | 第1話                                                      | 宮城                             |
| 213  | 2021年12月17日 | 【おしゃれロケ】オガッタ流！情報番組！？おがおがかしこ                | 第2話                                                      | 宮城                             |
| 214  | 2021年12月24日 | 【おしゃれロケ】オガッタ流！情報番組！？おがおがかしこ                | 第3話                                                      | 宮城                             |
| 215  | 2022年1月14日  | 【真剣勝負】爆笑！オガッタ！？大運動会                                | 第1話                                                      |                                  |
| 216  | 2022年1月21日  | 【真剣勝負】爆笑！オガッタ！？大運動会                                | 第2話                                                      |                                  |
| 217  | 2022年1月28日  | 【真剣勝負】爆笑！オガッタ！？大運動会                                | 第3話                                                      |                                  |
| 218  | 2022年2月4日   | 【真剣勝負】爆笑！オガッタ！？大運動会                                | 第4話                                                      |                                  |
| 219  | 2022年2月11日  | 【真剣勝負】爆笑！オガッタ！？大運動会                                | 第5話                                                      |                                  |
| 220  | 2022年2月18日  | 【絶景】オガメンの鬼映え写真を撮ってみた リッチーの僕に時間をください | 第1話                                                      | 千葉                             |
| 221  | 2022年2月25日  | 【絶景】オガメンの鬼映え写真を撮ってみた リッチーの僕に時間をください | 第2話                                                      | 千葉                             |
| 222  | 2022年3月4日   | 【絶景】オガメンの鬼映え写真を撮ってみた リッチーの僕に時間をください | 第3話                                                      | 千葉                             |
| 223  | 2022年3月11日  | 【絶景】オガメンの鬼映え写真を撮ってみた リッチーの僕に時間をください | 第4話                                                      | 千葉                             |
| 224  | 2022年3月18日  | 【絶景】オガメンの鬼映え写真を撮ってみた リッチーの僕に時間をください | 第5話                                                      | 千葉                             |
| 225  | 2022年3月25日  | 【北海道旅】オガの国から                                              | 第1話                                                      | 北海道                           |
| 226  | 2022年4月1日   | 【北海道旅】オガの国から                                              | 第2話                                                      | 北海道                           |
| 227  | 2022年4月8日   | 【北海道旅】オガの国から                                              | 第3話                                                      | 北海道                           |
| 228  | 2022年4月15日  | 【北海道旅】オガの国から                                              | 第4話                                                      | 北海道                           |
| 229  | 2022年4月22日  | 【北海道旅】オガの国から                                              | 第5話                                                      | 北海道                           |
| 230  | 2022年4月29日  | 【北海道旅】オガの国から                                              | 第6話                                                      | 北海道                           |
| 231  | 2022年5月6日   | 【北海道旅】オガの国から                                              | 第7話                                                      | 北海道                           |
| 232  | 2022年5月13日  | 【北海道旅】オガの国から                                              | 第8話                                                      | 北海道                           |
| 233  | 2022年5月20日  | 【北海道旅】オガの国から                                              | 第9話                                                      | 北海道                           |
| 234  | 2022年5月27日  | 【北海道旅】オガの国から                                              | 第10話                                                     | 北海道                           |
| 235  | 2022年6月3日   | 【北海道旅】オガの国から                                              | 第11話                                                     | 北海道                           |
| 236  | 2022年6月10日  | 【北海道旅】オガの国から                                              | 第12話                                                     | 北海道                           |
| 237  | 2022年6月17日  | 【北海道旅】オガの国から                                              | 第13話                                                     | 北海道                           |
| 238  | 2022年6月24日  | 【北海道旅】オガの国から                                              | 第14話                                                     | 北海道                           |

## 番組公式イベント
- オガステ!?～オガメンと愉快なオガ民たち～（2018年1月9日、ムーブ町屋、全2公演）
- オガステ!?2～オガりはつらいよ　フーテンのオガルゼウス～（2018年5月12日、目黒区中小企業センターホール、全3公演）
- オガステ!?3～うぇいうぇいうぇいからきょんばんうぃ～ゆ～（2018年10月5日 - 6日、目黒区中小企業センターホール、全4公演）
- オガステ!?4～タイ マラソン 大阪 オガソン♪ やることいっぱいで どうしよ平八郎の乱～（2019年2月10日 - 11日、日本消防会館 ニッショーホール、全3公演）
- オガステ!?5～OGA ROCK FESTIVAL`19(2019年8月17日-18日、ニッショーホール、全3公演)
- オガステ!?6～オ賀正！ゆくオガ くるオガ(2020年1月4日-5日、日本消防会館、全3公演)
- オガステ!?7～OGA ROCK FESTIVAL2020(2020年9月20-22日、よみうりランドらんらんホール、全5公演)
- オガステ!?8～OGA POP FES.2021(2021年6月26-27日、有楽町よみうりホール、全3公演)
- オガステ!?9～KING OF OGATTA～NO.1 オガメン決定戦～(2022年3月4日、日テレらんらんホール、全5公演)
- オガステ!?10～ファイナルSTAGE(2022年11月25日～27日，仙台PIT)

## 楽曲（オガソン）
- 「OGA SONGｓ」[2](2019年9月9日)
  - オガッタ!!（オープニング）
  - 大切なきみへ（バラード）
  - いつものオレら（エンディング）
  - キセキノカタチ
  - 帰り道

- 「OGA SONGｓ Ⅱ」(2020年12月)
  - 「オガッタ!!MADA ver.」
  - 「ぼくの歌」 -作詞、作曲：寺山武志
  - 「夏の物語」 -作詞、作曲：武子直輝
  - 「時間旅行」 -作詞、作曲：高野洸
  - 「雨蛙」
  - 「大切なきみへ acoustic ver.」
  - 「いつものオレら acoustic ver.」
  - 「キセキノカタチ acoustic ver.」
- 「OGA SONGｓ 3」(2022年11月.預定)

## ＤＶＤ
- 『オガッタ!?』DVD[3]-(特典映像:番組未公開シーン))
  - 第1巻-オガりカルチャー学び旅編 (2018年4月10日)
  - 第2巻-OGATTA WORLD TOUR編 (2018年4月10日)
  - 第3巻-ランボー オガりのアフガン編(2018年9月30日)
  - 第4巻-オガ藩らーめん物語編(2018年9月30日)
  - 第5巻-みちのくオガり旅編・みち編（前編）(2019年2月6日)
  - 第6巻-みちのくオガり旅編・のく編（後編）(2019年2月6日)
  - 第7巻-おが人ぬ宝編・きょんばん編（前編）
  - 第8巻-おが人ぬ宝編・うぃ～ゆ編（後編）
  - 第9巻-タイ旅前編「おがるタイ捜査線～クロコダイルファームを封鎖せよ！～」
  - 第10巻-はタイ旅後編「おがるタイ捜査線～タラートロットファイも封鎖せよ！～」
  - 第11巻-「おがるのトびら～ぱっかーん編～」
  - 第12巻-「おがるのトびら～どすえ編～」
  - 第13巻-「めくるめく久留米～日本一＆日本発祥ふれあい旅～編」(2021年3月8日)
  - 第14巻-「オガマダ見聞録～福岡・佐賀の旅、ブルースが呼んでいる～編」(2021年3月8日)
  - 第15巻-「 ミステリーツアー～大地の力編～」(2021年11月26日)
  - 第16巻-「 ミステリーツアー～宇宙の力編～」(2021年11月26日)
  - 第17巻-認知度チャレンジ！みちのくオガラリー　前編(2022年8月)
  - 第18巻-認知度チャレンジ！みちのくオガラリー　後編(2022年8月)
- 『THIS IS OGA! 』～オガの切れ端 Limited Edition～
- 『オガッタ!?』オガステ!?７ ライブDVD[4](2020年12月)
  - 「オガステ!?7～OGA ROCK FES.2020～」ライブDVD
  - 「オガステ!?7～OGA ROCK FES.2020～推しカメver.」DVD
  - 「Making of OGASONGsⅡ」DVD

- 『オガッタ!?』オガステ!?8 ライブDVD(2021年12月22日)[5]

## オガり人
番組内で登場。旅先の土地土地に実在する、独自の視点をもっている、ちょっとクセの強い達人を指す
| No.    | 名前                     | 肩書                                                 | 登場話数                 |
| ------ | ------------------------ | ---------------------------------------------------- | ------------------------ |
| No.001 | セーラちゃん             | 「まぼろし博覧会」館長                               | 1、2話                   |
| No.002 | かもめ次郎               | モノマネの名人 「カラオケ喫茶さる～と」店主          | 4話                      |
| No.003 | 角井仁                   | キャニオニングインストラクター                       | 5話                      |
| No.004 | ラウラウ・バングーラ     | ジャンベの達人                                       | 8話                      |
| No.005 | ジル・イザール           | クラヴマガ創始者の孫弟子                             | 10話                     |
| No.006 | アリ                     | トルコ料理店「レストラン ザクロ」店主                | 11話                     |
| No.007 | ランボーさん（土田貴弘） | 群馬のサバイバルの達人                               | 12、13、14、15、16、62話 |
| No.008 | 田所孝                   | 「ラフターヨガジャパン」副代表                       | 50話                     |
| No.009 | 長沼亮三                 | 元プロボクサー                                       | 51話                     |
| No.010 | 猫ひろし                 | リオデジャネイロオリンピック マラソン カンボジア代表 | 52、62、63話             |
| No.011 | クン・ケミカー           | タイのゴッドハンド                                   | 59話                     |
| No.012 | タージン                 | 食リポのレジェンド                                   | 65、66、67話             |
| No.013 | 日野湧也                 | 京都大学キャップ投げ倶楽部                           | 70話                     |
| No.014 | 島時子                   | 「ステーキハウス芦屋」女将                           | 71話                     |
| No.015 | 牟田口則之・牟田口桃子   | 日本一の理容師夫婦                                   | 77話                     |
| No.016 | 馬場憲治                 | 有限会社馬場ボデー                                   | 81話                     |

## 放送局
レギュラー放送
| 放送対象地域 | 放送局   | 系列           | 放送日時                 | 放送期間                       | 備考   |
| ------------ | -------- | -------------- | ------------------------ | ------------------------------ | ------ |
| 宮城県       | 仙台放送 | フジテレビ系列 | 金曜 25時50分 - 26時05分 | 2017年10月13日 - 2019年3月29日 | 制作局 |
| 宮城県       | 仙台放送 | フジテレビ系列 | 金曜 25時25分 - 25時40分 | 2019年4月5日 - 2022年6月24日   | 制作局 |

単発放送
| 放送対象地域   | 放送局       | 系列           | 放送日時                           | 備考                                          |
| -------------- | ------------ | -------------- | ---------------------------------- | --------------------------------------------- |
| 福岡県         | テレビ西日本 | フジテレビ系列 | 2018年7月4日 26時30分 - 27時25分   | オガりカルチャー学び旅編                      |
| 福岡県         | テレビ西日本 | フジテレビ系列 | 2018年7月11日 26時30分 - 27時25分  | OGATTA WORLD TOUR編                           |
| 中京広域圏     | 東海テレビ   | フジテレビ系列 | 2018年7月28日 26時25分 - 28時15分  | オガりカルチャー学び旅編＆OGATTA WORLD TOUR編 |
| 静岡県         | テレビ静岡   | フジテレビ系列 | 2018年8月19日 25時30分 - 26時25分  | オガりカルチャー学び旅編                      |
| 長野県         | 長野放送     | フジテレビ系列 | 2018年12月26日 24時25分 - 25時20分 | OGATTA WORLD TOUR編                           |
| 岡山県・香川県 | 岡山放送     | フジテレビ系列 | 2018年12月26日 25時40分 - 26時40分 | OGATTA WORLD TOUR編                           |
| 鹿児島県       | 鹿児島テレビ | フジテレビ系列 | 2019年1月22日 25時55分 - 26時50分  | OGATTA WORLD TOUR編                           |
| 近畿広域圏     | 関西テレビ   | フジテレビ系列 | 2019年2月1日 26時56分 - 28時51分   | OGATTA WORLD TOUR編                           |

## スタッフ
- ナレーター：桜のどか [6]
- 構成：下川悟（ファンヒーター）
- CAM：横山ぶん、染谷有輝、田中哲哉
- スチール：平山訓生（リッチー）、斎藤ようへい、林ユバ
- AUD：田中秀樹（なおぎ）
- タイトルロゴ・WEB：高橋哲平（SQUAT DESIGN）
- 音効：四元慧也
- 編集：平嶺育、ウ アマンダ ミエ
- 協力：SHOWROOM
- 営業：梅森辰一郎、今野大知、バンザイ渡部、黒澤BBQ、熊野修、佐藤ダイキ
- 広報：佐々木浩介、吉永研治郎
- 編成：桐ヶ窪孝丸、大山吉剛（ルアー部長・ルアー）
- AP：モロミン亮二
- ディレクター：デモ田中
- 演出：馬場良仁（オガD）
- プロデューサー：須田敬介、有馬顕
- エグゼクティブプロデューサー：高原オガリー康弘（オガP・オガタンク）
- 制作協力：カーディナル、エル・エー
- 企画：リベラス
- 制作著作：仙台放送